# Manuela Wikieł
Manuela Wikieł (ur. 28 stycznia 1992 w Ostrołęce) – polska pływaczka, specjalizująca się w długich dystansach. Wielokrotna medalistka mistrzostw Polski w pływaniu, w różnych kategoriach wiekowych. Uczestniczka mistrzostw Europy w ratownictwie wodnym (4. miejsce w 2010 roku w belgijskiej Antwerpii). Reprezentantka Polski. Od stycznia 2017 roku trener pływania w klubie Narew Ostrołęka. 

## Kariera pływacka
W czasie swojej kariery pływackiej reprezentowała kluby UŚKS Ostrołęka (2005-2010) oraz AZS UWM Olsztyn (2011-2016). Pierwszym większym sukcesem Wikieł był srebrny medal w dwuboju nowoczesnym podczas Ogólnopolskiej Olimpiady Młodzieży w 2006 roku. Kolejne medale zawodów ogólnopolskich zdobywała w 2009 roku, zdobywając brązowy medal na 1500 metrów stylem dowolnym podczas Głównych Mistrzostw Polski Seniorów i Młodzieżowców w Ostrowcu Świętokrzyskim. Na Ogólnopolskiej Olimpiadzie Młodzieży w 2009 roku poprawiła swoje osiągnięcie z poprzedniego roku, zdobywając brązowy medal na 400 m stylem dowolnym oraz srebrny na 600 m stylem dowolnym. W sierpniu tego samego roku zdobyła trzy brązowe medale w kategorii juniorów na Mistrzostwach Polski w pływaniu na wodach otwartych (Ustka).
W 2010 roku została mistrzynią (na 400 m) i wicemistrzynią (na 800 m) Polski juniorów, podczas Zimowych Mistrzostw Polski w Gorzowie Wielkopolskim. W czerwcu dołożyła do sukcesów dwa złote medale w sztafecie z przeszkodami oraz z pasem ratowniczym, podczas mistrzostw Polski w ratownictwie wodnym w Ostrowcu Świętokrzyskim. Indywidualnie zdobyła tam również srebrny medal na 200 m z przeszkodami i brązowy na 200 m w konkurencji "super ratownik". Ogólnopolską Olimpiadę Młodzieży 2010 zakończyła ze złotem na 800 metrów stylem dowolnym, srebrem na 400 m oraz brązem na 200 m. We wrześniu reprezentowała Polskę na mistrzostwach Europy juniorów w ratownictwie wodnym, gdzie zajęła 4. miejsce w konkurencji "bieg - pływanie - bieg". W grudniu zdobyła brązowy medal mistrzostw Polski w Szczecinie, na 1500 m stylem dowolnym.
W 2011 roku rozpoczęła studia na Uniwersytecie Warmińsko-Mazurskim w Olsztynie, reprezentując od tej pory barwy klubu uczelnianego. Na mistrzostwach Polski w pływaniu zdobyła kolejny brązowy medal tej rangi, na 1500 metrów stylem dowolnym, co powtórzyła w 2013 roku. W 2014 roku na tym samym dystansie wywalczyła srebrny medal, a w 2015 roku - na 800 metrów stylem dowolnym. W 2014 roku wraz z drużyną AZS UWM Olsztyn zdobyła srebrny medal w sztafecie 4 x 200 metrów. W 2014 roku wzięła udział w otwartych mistrzostwach Danii, zdobywając brązowy medal na 1500 m. Ostatnim medalem jako zawodniczka było srebro w sztafecie na Mistrzostwach Polski w Szczecinie w maju 2016 roku. 

## Kariera trenerska
Od 15 stycznia 2017 roku Manuela Wikieł jest trenerem w założonej m.in. przez nią sekcji pływania Narwi Ostrołęka. Wikieł jest równocześnie prezesem zarządu sekcji pływania. Jej podopiecznymi są jej młodsze siostry, Angelika (ur. 1998) i Żaklina (ur. 2000). Angelika Wikieł w 2017 roku zdobyła brązowy i dwa srebrne medal mistrzostw Polski w kategorii młodzieżowców, w 2018 roku zdobyła kolejne dwa srebrne medale mistrzostw Polski młodzieżowców. Również na letnich Mistrzostwach Polski Seniorów i Młodzieżowców w maju 2018 roku Angelika Wikieł trenowana przez starszą siostrę zdobyła brązowy medal na 200 metrów stylem klasycznym w kategorii młodzieżowców.